# クレイジーケンバンド・ベスト
「クレイジーケンバンド・ベスト」は、クレイジーケンバンドのベスト・アルバム。2010年2月24日に「鶴」と「亀」の2作品同時発売。発売元は「鶴」がユニバーサルミュージック、「亀」がP-VINE RECORDS。2作とも初回限定盤はDVD付。

## 解説
横山剣生誕50周年を記念して制作された。デビュー年の1998年からこれまでに発表された楽曲群からCD2枚に分けて収録されている。

## 収録曲

### ベスト　鶴

#### CD
1. 昼顔
2. 肉体関係 part2 逆featuring クレイジーケンバンド
3. タイガー&ドラゴン
4. あ、やるときゃやらなきゃダメなのよ。
5. せぷてんばぁ （Original Ver.）
6. Loco Loco Sunset Cruise
7. タオル→音楽力 （Long Ver.MIX）
8. あぶく
9. 生きる。
10. eyecatch鶴 ＜其の壱＞
11. 香港グランプリ
12. あるレーサーの死
13. ヒルトップ・マンション
14. た・す・け・て
15. 混沌料理
16. 空っぽの街角
17. eyecatch鶴 ＜其の貳＞
18. 12月17日

#### 初回限定盤DVD
OFFICIAL BOOTLEG LIVE DVD「at SUMMER EXPRESS 2009 in Hayama Marina」
1. 音楽力→タオル
2. 肉体関係 Part 3
3. 葉山ツイスト
4. Loco Loco Sunset Cruise
5. Let's Go CKB→タイガー&ドラゴン
6. 昼顔
7. ガールフレンド

### ベスト　亀

#### CD
1. GT
2. 男の滑走路
3. てんやわんやですよ
4. ガールフレンド
5. 37℃ feat.Trio the Dog Horns
6. 秋になっちゃった
7. 中古車
8. 太陽のモンテカルロ
9. 亀
10. eyecatch亀 ＜其の壱＞
11. ハマのアンバサダー w/FIRE BALL and PAPA B
12. 昭和レジデンス
13. 金龍酒家
14. California Roll
15. 発光!深夜族
16. 木彫りの龍
17. eyecatch亀 ＜其の貳＞
18. クリスマスなんて大嫌い!!なんちゃって

#### 初回限定盤DVD
OFFICIAL BOOTLEG LIVE DVD「青山246深夜族の夜」at Cay
1. ハンサムなプレイボーイ
2. 箱根パノラマゴーゴー
3. シャリマール
4. マリリンモンローノーリターン　w/野坂昭如
5. 終末のタンゴ　w/野坂昭如
6. ウォーカーヒルズブーガルー
7. せぷてんばぁ
8. BOMB!CUTE!BOMB!
9. レディーマスタング